# إليك ريد
إليك ريد (بالإنجليزية: Alec Reid)‏ هو كاهن كاثوليكي أيرلندي، ولد في 5 أغسطس 1931 في نينا ‏ في جمهورية أيرلندا، وتوفي في 22 نوفمبر 2013 في دبلن في جمهورية أيرلندا.